# Ornithoctoninae
Ornithoctoninae è una sottofamiglia di ragni della famiglia Theraphosidae.

## Generi
I seguenti generi e specie appartengono alla sottofamiglia Ornithoctoninae.

### Citharognathus
Citharognathus Pocock, 1895
- Citharognathus hosei Pocock, 1895 - Borneo
- Citharognathus tongmianensis Zhu, Li & Song, 2002 - Cina

### Cyriopagopus
Cyriopagopus Simon, 1887
- Cyriopagopus dromeus (Chamberlin, 1917) - Filippine
- Cyriopagopus paganus Simon, 1887 - Myanmar
- Cyriopagopus schioedtei (Thorell, 1891) - Malaysia
- Cyriopagopus thorelli (Simon, 1901) - Malaysia

### Haplopelma
Haplopelma Simon, 1892
- Haplopelma albostriatum (Simon, 1886) - Myanmar, Thailandia, Cambogia
- Haplopelma doriae (Thorell, 1890) - Borneo
- Haplopelma hainanum (Liang et al., 1999) - Cina, detta anche Chinese bird spider e Black earth tiger
- Haplopelma huwenum (Wang, Peng & Xie, 1993) - Cina, detta anche Chinese bird spider e Golden earth tiger
- Haplopelma lividum Smith, 1996 - Myanmar, detta anche Cobalt blue tarantula
- Haplopelma longipes von Wirth & Striffler, 2005 - Thailandia, Cambogia
- Haplopelma minax (Thorell, 1897) - Myanmar, Thailandia
- Haplopelma robustum Strand, 1907 - Singapore
- Haplopelma salangense (Strand, 1907) - Malaysia
- Haplopelma schmidti von Wirth, 1991 - Vietnam, detta anche Chinese bird spider
- Haplopelma vonwirthi Schmidt, 2005 - Asia sudorientale

### Lampropelma
Lampropelma Simon, 1892
- Lampropelma nigerrimum Simon, 1892 - Indonesia
- Lampropelma violaceopes Abraham, 1924 - Malaysia, Singapore

### Ornithoctonus
Ornithoctonus Pocock, 1892
- Ornithoctonus andersoni Pocock, 1892 - Myanmar
- Ornithoctonus aureotibialis von Wirth & Striffler, 2005 - Thailandia
- Ornithoctonus costalis (Schmidt, 1998) - Thailandia
- Ornithoctonus hainana Liang et al., 1999 - Cina

### Phormingochilus
Phormingochilus Pocock, 1895
- Phormingochilus everetti Pocock, 1895 - Borneo
- Phormingochilus fuchsi Strand, 1906 - Sumatra
- Phormingochilus tigrinus Pocock, 1895 - Borneo